# Balduin V. (Jerusalem)

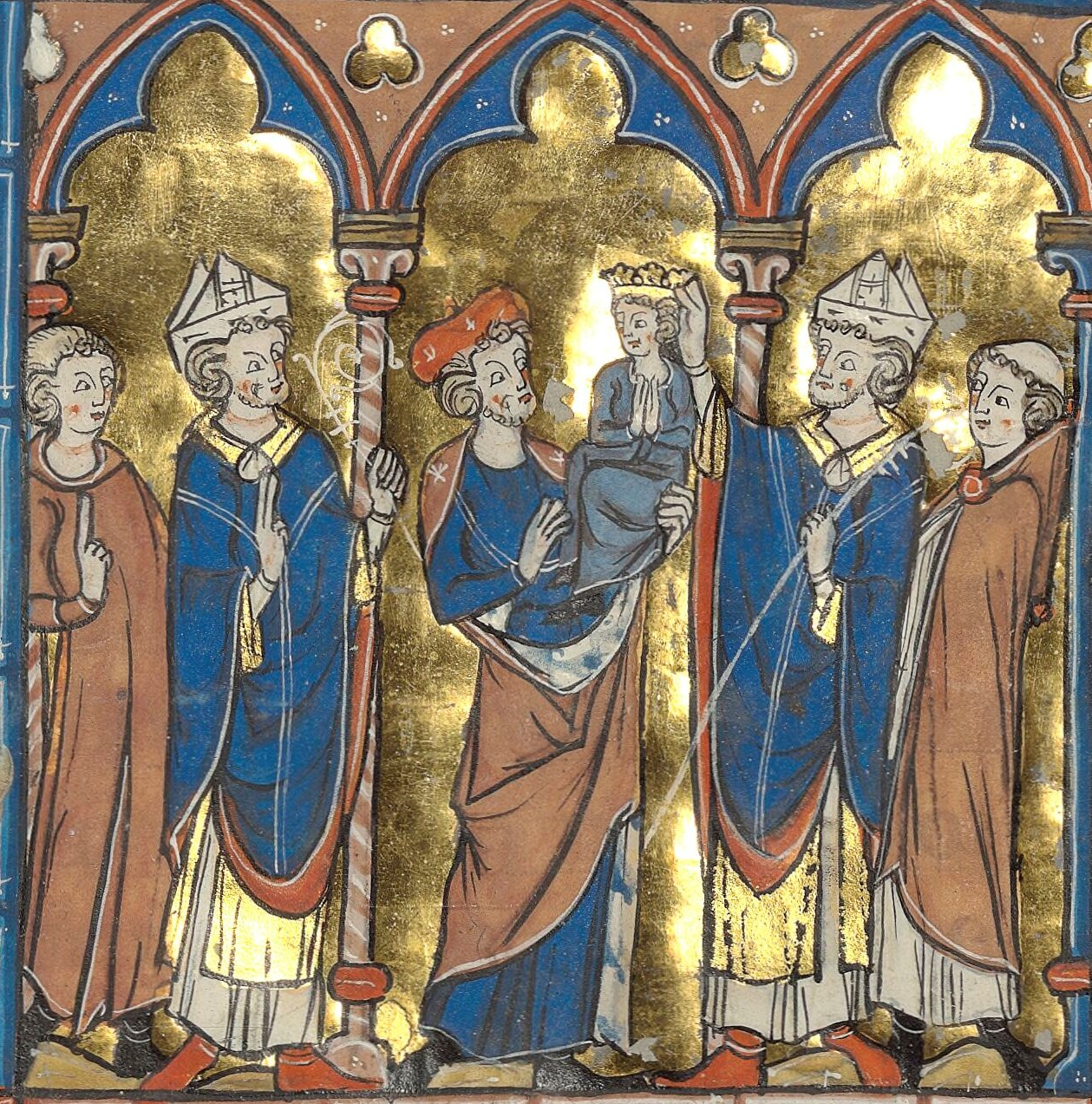
Die Krönung des Kindkönigs Balduin V. von Jerusalem. Miniatur aus dem 14. Jahrhundert.

Balduin V. (* 1177; † September 1186 in Akkon) war ab 1183 König von Jerusalem.
Balduin war der Sohn von Sibylle von Jerusalem und ihrem ersten Ehemann Wilhelm von Montferrat. Dieser starb bereits vor der Geburt seines Sohns an Malaria. Der Onkel Balduins war Balduin IV. von Jerusalem. Dieser litt an Lepra und blieb kinderlos. Deshalb ernannte er seinen Neffen zu seinem Nachfolger und ließ ihn noch zu eigenen Lebzeiten 1183 zum König krönen. Aufgrund seiner Minderjährigkeit stand Balduin V. unter der Regentschaft von Graf Raimund III. von Tripolis. 
1180 arrangierte Balduin IV. die Heirat seiner Schwester mit Guido von Lusignan und machte diesen zum Grafen von Jaffa und Askalon und Bailli von Jerusalem. Ab 1183 griff Saladin, der Sultan von Ägypten, der bereits 1177 in der Schlacht von Montgisard gegen Balduin IV. gekämpft hatte, erneut das Königreich Jerusalem an. Im Hinblick auf den Umgang mit Saladin entwickelte sich im Königreich ein Konflikt zwischen zwei Gruppen, der „Hofpartei“ und einer „baronialen Partei“. Die baroniale Partei einerseits bestand vorwiegend aus den eingesessenen Baronen des Königreiches, geführt von Raimund III., die an der Bewahrung ihres Besitzstandes interessiert waren und sich für eine eher zurückhaltende, defensive Politik aussprachen. Für die Hofpartei andererseits stand die Kreuzzugsidee im Vordergrund und sie traten für ein offensives Vorgehen gegen die Muslime ein. Die Hofpartei bestand vorwiegend aus Angehörigen des Hofes, den Ritterorden der Templer und Hospitaliter sowie Adligen, die erst vor kurzem ins Königreich gekommen waren. Zur Hofpartei gehörten unter anderem die Mutter  Balduins und deren zweiter Ehemann Guido von Lusignan.
Der junge König starb 1186 in Akkon. Er wurde in der Grabeskirche in Jerusalem bestattet. Seine Mutter Sibylle wurde Königin, Guido ihr Mitkönig. Jedoch hatte dieser die tatsächliche Macht in den Händen und sah sich bald der erwarteten Invasion Saladins gegenüber. In der Schlacht bei Hattin 1187 erlitt Guido eine vernichtende Niederlage. In der anschließenden Belagerung von Jerusalem konnte Saladin die Stadt erobern. Der Fall Jerusalems versetzte das christliche Europa in Alarmstimmung und wurde Auslöser des Dritten Kreuzzuges, der von den drei wohl mächtigsten Monarchen des christlichen Europas angeführt wurde.